# Мухаметзянов, Галим Мухаметзянович
Гали́м Мухаметзя́нович Мухаметзя́нов (1908, село Татарская Бездна, Буинский уезд, Симбирская губерния — 10.5.1938, Казань) — деятель ВКП(б), 2-й секретарь Татарского областного комитета. Входил в состав особой тройки НКВД СССР.

## Биография
Галим Мухаметзянович Мухаметзянов родился в 1908 году в селе Татарская Бездна Буинского уезда Симбирской губернии (ныне Дроженовский район, Татарстан). В 1930 году вступил в ВКП(б). Вся его жизнь была связана с работой в комсомольских и партийных структурах.
- декабрь 1932 — январь 1936 годов — 1-й секретарь Татарского областного комитета ВЛКСМ[1].
- январь 1936 — октябрь 1937 года — 2-й секретарь Татарского областного комитета ВКП(б). Этот период отмечен вхождением в состав особой тройки, созданной по приказу НКВД СССР от 30.07.1937 № 00447[2] и активным участием в сталинских репрессиях[3][4].

## Завершающий этап
Арестован 24 октября 1937 года. Приговорён к ВМН ВКВС СССР 10 мая 1938 года.
Обвинялся по статьям 58-2, 58-8, 58-11 УК РСФСР. Расстрелян в день вынесения приговора. Реабилитирован 12 января 1957 года.